# Martírio na sociedade palestina

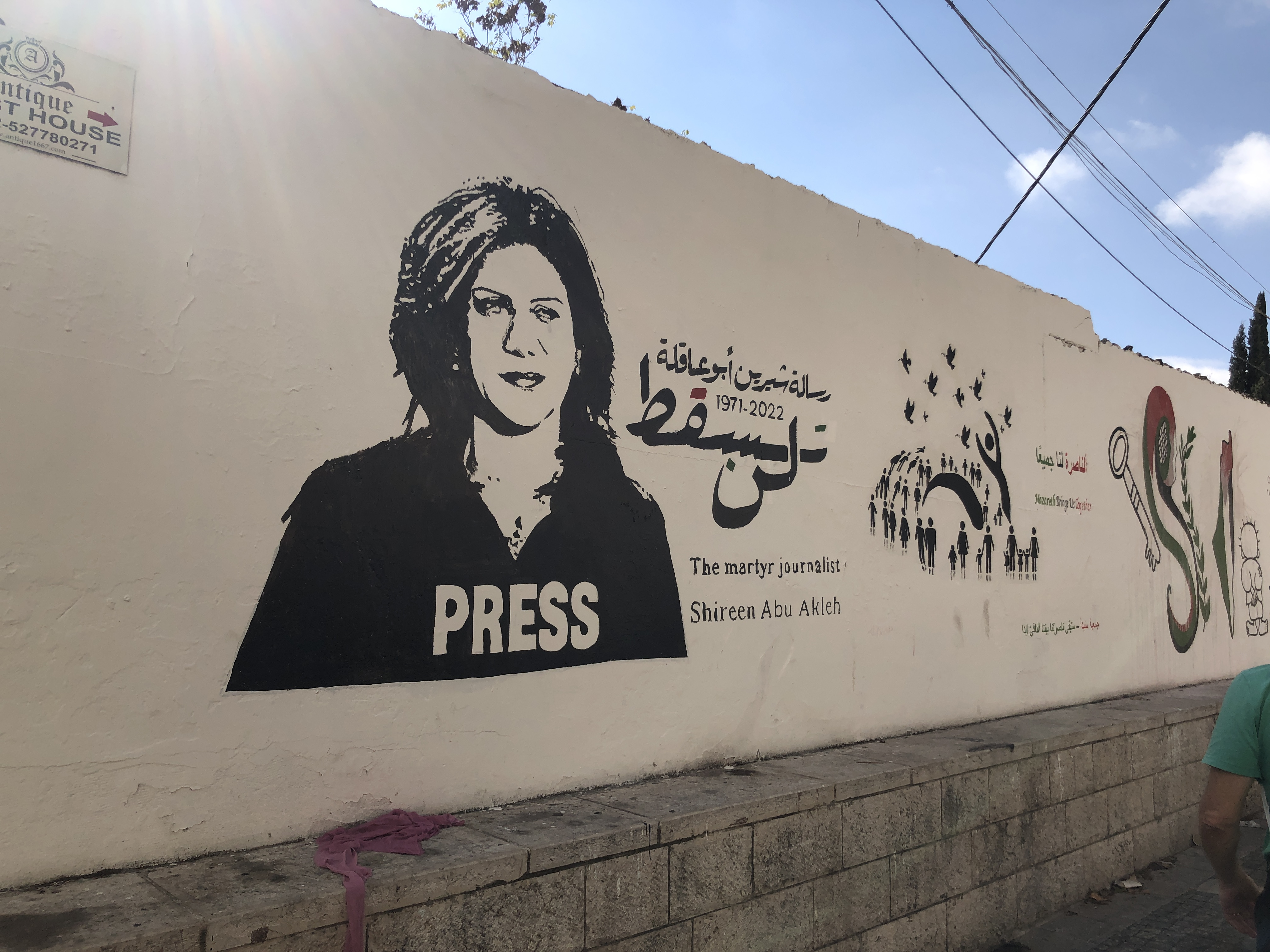
Mural de grafite em Nazaré, Israel, retratando a jornalista palestino-americana Shireen Abu Akleh, que foi morta pelos militares israelenses durante um ataque em Jenin em 11 de maio de 2022. Abu Akleh era uma cristã palestina e tem sido aclamada como mártir na sociedade palestina desde sua morte.

No conflito israelense-palestino, o termo shahid (em árabe: شهيد, lit. 'mártir') é usado pelos palestinos para se referir a qualquer civil ou combatente palestino morto, independentemente de sua filiação religiosa e independentemente de sua morte ter sido ou não resultado de um ataque direcionado. Inicialmente, o conceito de auto-sacrifício por uma causa era popular entre os fedayin palestinos, que estavam ativamente engajados em uma luta militar contra Israel e a ocupação israelense, com o conceito atingindo o pico na década de 1960. Gradualmente, o conceito adotou um significado islâmico e se tornou mais difundido após a Primeira Intifada em 1987.
Vários grupos militantes palestinos, incluindo o Hamas, a Jihad Islâmica Palestina (PIJ) e outros grupos islâmicos, foram influenciados e ajudaram a disseminar a cultura do martírio. Eles percebem o martírio como o sacrifício máximo por sua causa e frequentemente o citam como uma justificativa moral para se envolver no que eles chamavam de "operações de martírio", como ataques suicidas. Antes e durante os Acordos de Oslo, a maioria do público palestino não apoiava as operações suicidas do Hamas e da PIJ, e os palestinos esperavam que os Acordos de Oslo resultassem em acordos com Israel que atendessem ao apelo palestino por independência política. Após o descarrilamento dos Acordos de Oslo, o fracasso do processo de paz e o início da Segunda Intifada, o interesse popular nessas operações de martírio cresceu. Durante esse período, o martírio evoluiu além de suas conotações religiosas, tornando-se um ideal para a identidade de resistência dos nacionalistas palestinos seculares.
Os partidos políticos palestinos e as organizações não governamentais promovem narrativas comemorativas; facções nacionalistas têm usado isso como uma ferramenta política para influenciar a opinião pública. Educação, mídia visual, eventos comunitários, cerimônias, folhetos e pôsteres em todos os territórios palestinos contribuem para concepções culturais positivas de martírio, retratando palestinos mortos como parte da luta contra a ocupação militar de Israel.

## Contexto histórico e etimológico
Na Palestina, o termo shahid para "mártir" é usado para significar qualquer pessoa que foi morta por um agressor, seja ele alvo ou não, e independentemente da religião. De acordo com o The New York Times, isso reflete uma visão prevalente na comunidade de que cada morte palestina é parte de uma resistência contra a ocupação israelense. Os pesquisadores Neil Whitehead e Nasser Abufarha afirmam que o conceito shahid de uma vítima que cai nas mãos de um opressor se tornou um símbolo da Primeira Intifada e era congruente com a dinâmica política da época em que esforços foram feitos para pressionar o apoio internacional à busca dos palestinos pela independência.
O termo "Fida'i", que significa "aquele que se sacrifica", tem sido historicamente usado entre os palestinos, particularmente em contextos militantes, para se referir a indivíduos que estão dispostos a se sacrificar por uma causa ou um propósito maior. O guerrilheiro fida’i (ou fida’yi) transformou-se num ícone da resistência palestiniana após a Batalha de Karameh em 1968, onde pela primeira vez os combatentes palestinianos foram vistos como estando a marcar uma vitória contra o exército israelita. Ao longo da década de 1970, as amaliyyat fida’iyya (operações de auto-sacrifício) tornaram-se uma estratégia central para os grupos de resistência palestinianos. Na Faixa de Gaza, os fida’iyeen lutaram pela libertação, não pela religião, e nunca foram chamados mujahidin ("combatentes da jihad por Deus") devido à política e à religião. Todos os fida’iyeen (fedayeen) e todas as vítimas não combatentes são considerados shuhada’ (mártires).
Istishhadi, que significa "mártir", é um termo mais novo desenvolvido pela organização islâmica Hamas e é usado especificamente por palestinos para aqueles que realizam amaliyyat istishhadiyya (operações de martírio). De acordo com o antropólogo palestino Nasser Abufarha, istishhadi não existia anteriormente no dicionário árabe. O Hamas introduziu operações de martírio, geralmente conhecidas como atentados suicidas no Ocidente, como uma forma de violência política na primavera de 1994, quando realizaram suas primeiras operações nas cidades de Afula e Hadera.
Istishhadi é diferente dos conceitos de shahid ou fida'i, pois istishhadi é a ideia de buscar proativamente o martírio; uma ideia que não é tradicionalmente islâmica. Enquanto o conceito de shahid sugere vitimização, o conceito proativo de istishhadi destaca o heroísmo no ato sacrificial. Enquanto os fida’i assumiram missões que certamente resultariam em morte, os istishhadiyeen tiram suas próprias vidas. O Hamas cunhou o termo istishhadi com o objetivo de vincular a religião ao auto-sacrifício porque o Hamas acredita que o islamismo é "a ideologia mais sólida para atingir os objetivos da luta nacional palestina". Além disso, o ato do istishhadi é visto como uma "aliança de sangue" por meio da qual a troca de sangue funde a vida humana com a terra.
Ao contrário do trabalho de Muhammad Abd al-Qadir Abu Faris [ar] Shuhada’ al-Filastin (Mártires Palestinos), Laleh Khalili [fa] argumenta que a identidade palestina nem sempre foi sobre o martírio e que as narrativas nacionais não são estáticas. As "raízes" da comemoração e das narrativas do martírio não são características "culturais" palestinas, nem exclusivamente um resultado de ensinamentos islâmicos ou islamistas. As narrativas palestinas que exaltam os mártires mudaram ao longo do tempo por meio de adaptações às condições locais, regionais e internacionais.

## Evolução do uso por grupos militantes
A evolução do martírio, conhecido como Istishhad, de suas origens islâmicas para um princípio central da identidade nacionalista palestina, adotado por facções religiosas e seculares, está intimamente ligada à ascensão e às atividades de organizações islâmicas palestinas como o Hamas e a Jihad Islâmica Palestina (PIJ). O Istishhad tem sido parte integrante da sociedade palestina e da consciência coletiva desde a década de 1990, com seu ethos de auto-sacrifício profundamente enraizado por meio de doutrinação e atentados suicidas realizados pelo Hamas, a PIJ e outros grupos militantes. Hatina escreve que o auto-sacrifício se tornou um ethos formativo do islamismo palestino na luta contra Israel. Também se tornou uma justificativa moral para os atentados suicidas palestinos.
O Hamas defende o martírio como a mais alta expressão da jihad e da crença islâmica. O Hamas afirma que o uso de homens-bomba empoderou o povo palestino estrategicamente, atribuindo-o ao "gênio inovador palestino" (‘abqariyyat al-ibda‘ al-filastini). Autoridades do Hamas rejeitaram alegações de que ataques suicidas prejudicam a causa palestina, afirmando que "operações de martírio" refletem o triunfo da alma, fé e espiritualidade muçulmana sobre a "mentalidade tecnológica" israelense ou ocidental.

### Na década de 1990
O Relatório Semanal do Centro de Mídia e Comunicação de Jerusalém, em andamento desde o início da Primeira Intifada (1987–1993), inicialmente documentou as mortes de combatentes palestinos simplesmente como "mortes" ou "mortes palestinas". No entanto, em agosto de 1992, a reportagem mudou para descrever essas fatalidades como "mortes de mártires" ou "mártires", significando uma mudança significativa na narrativa. Essa mudança forneceu ao Hamas uma plataforma para promover e reforçar a cultura do martírio entrelaçada com o islamismo por meio de esforços populares. Assim, por meio do enquadramento do Hamas de ataques suicidas como ações honrosas contra o inimigo, o martírio desempenhou um papel significativo na formação da aceitação palestina de tais campanhas.
Durante os Acordos de Oslo, os grupos militantes islâmicos Hamas e Jihad Islâmica Palestina (PIJ) tiveram problemas para obter ampla aceitação para suas operações de martírio devido à esperança dos palestinos de que os Acordos de Oslo resultariam em acordos com Israel que atenderiam ao apelo palestino por independência política. Para recrutar voluntários durante esse tempo, o Hamas e a PIJ prepararam os membros para aceitar a morte e fizeram promessas sobre a vida após a morte. No entanto, após o colapso dos Acordos de Oslo e no início da Segunda Intifada, o interesse popular em operações de mártires cresceu.

### Década de 2000 até o presente
Durante a Segunda Intifada (2000–2005), o auto-sacrifício tornou-se ainda mais profundamente enraizado na sociedade palestina. Facções nacionalistas alinhadas com a Autoridade Nacional Palestina também o adotaram como uma ferramenta política para influenciar a opinião pública. Os perpetradores de atentados suicidas foram glorificados como heróis. Essas ações de auto-sacrifício foram percebidas como um método para recuperar a dignidade perdida, tanto em nível nacional quanto familiar. As famílias dos mártires ganharam posição social e apoio material. Durante a segunda intifada, o martírio evoluiu além de suas conotações religiosas, tornando-se um ideal para a identidade de resistência dos nacionalistas seculares.
As autoridades palestinas enfatizaram o papel do sacrifício e do martírio como um meio de ganhar atenção internacional e atingir objetivos políticos. Hassan Al-Kashef, Diretor Geral do Ministério da Informação da AP, uma vez declarou que "a única maneira de impor nossas condições é inevitavelmente através do nosso sangue. Se não fosse por esse sangue, o mundo nunca teria se interessado por nós... o poder da Intifada é nossa única arma".

## Formas comemorativas

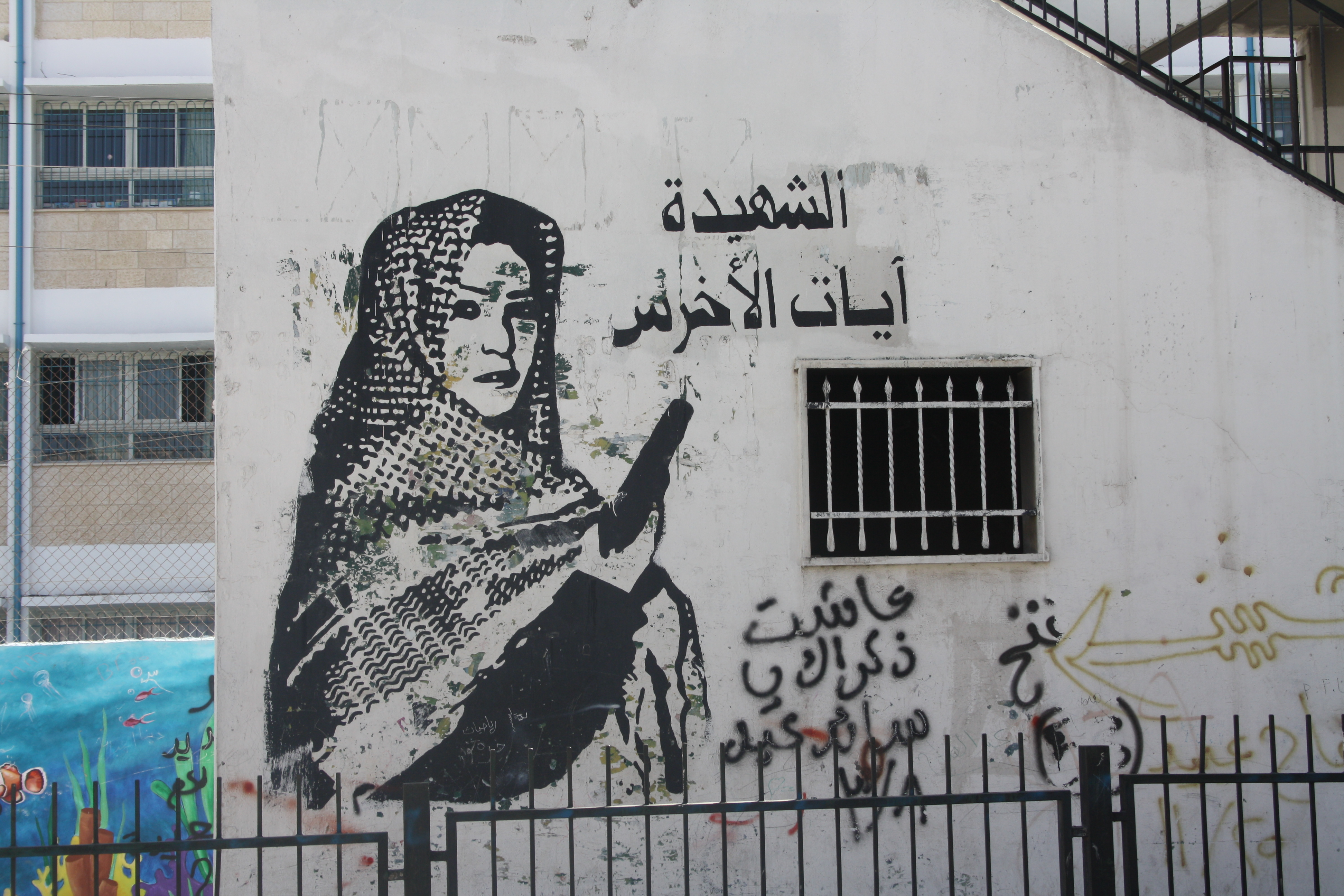
Mural de en, uma adolescente palestina que matou dois civis israelenses em 2002, em uma escola para meninas em Dheisheh

Na Palestina, tanto grupos políticos quanto ONGs promovem narrativas comemorativas usando as seguintes formas: narrativas históricas, imagens comemorativas, educação, mídia publicada e eletrônica, nomeação honorífica (de eventos, pessoas e espaços) e reuniões cerimoniais. Escritores e poetas também transmitiram essas imagens e ícones. Instituições políticas, membros da elite palestina local e internacional, ONGs palestinas e refugiados usam a narrativa da comemoração para explicar o passado, o presente e o futuro. Laleh Kahlili afirma que "práticas comemorativas específicas podem ser interpretadas como engajando um público nacionalista em um cenário e apelando aos direitos humanos internacionais em outro": a mesma narrativa pode ter propósitos diferentes dependendo do público e do membro da sociedade.

### Contação de história
Pesquisadores examinaram as representações de fida'iyyin e mártires em poemas palestinos, bem como o papel da poesia como um método para transmitir memória. Os poemas de Mahmud Darwish transmitem ícones e imagens para um público mais amplo quando cantados por cantores populares. A ficção literária de Ghassan Kanafani, bem como muitos outros escritores e poetas, também promulgaram esses ícones. Canções revolucionárias também celebraram os fida'iyeen. Originalmente, o hino nacional palestino que começava com "Biladi, Biladi, Biladi (Meu país, meu país, meu país)" foi modificado para "Fida'i, Fida'i, Fida'i (sacrificador, sacrificador, sacrificador)", e esta nova versão é o hino oficial que é cantado todas as manhãs nas escolas palestinas e em cerimônias oficiais.

### Nomeação de eventos, pessoas e espaços
Por meio de seu trabalho de campo, Khalili encontrou grupos de performances em campos de refugiados nomeados em homenagem a Muhammad al-Durrah [en] e outros mártires locais. As escolas da UNRWA no Líbano são nomeadas em homenagem a vilas ou cidades palestinas (muitas das quais foram destruídas em 1948), e todas as escolas libanesas da UNRWA contêm mapas e informações sobre essas vilas ou cidades. Fora dos territórios ocupados, os campos de refugiados são lugares onde as organizações palestinas têm algum controle sobre a nomeação e a organização dos espaços.
Em 2010, a Autoridade Palestina "adiou" por "razões técnicas" a cerimônia oficial de dedicação de uma praça pública em Al-Bireh que recebeu o nome de Dalal Mughrabi, a líder do massacre da estrada costeira em 1978, no qual pelo menos 35 civis israelenses foram mortos. Houve uma comemoração informal na qual o chefe do escritório de Orientação Política Nacional da AP não participou, mas disse a um repórter que o episódio era "parte de nossa herança que levou ao processo de paz e acordos".
No âmbito pessoal, as crianças às vezes recebem nomes de mártires. Khalili afirma que uma mulher no campo de Nahr al-Barid deu à sua filha o nome de Wafa em homenagem a Wafa Idriss.

### Eventos sociais
Mesquitas em campos de refugiados servem como locais de cerimônias comemorativas e não apenas locais de oração. Os alto-falantes das mesquitas transmitem mortes, horários e locais de funerais, datas de cerimônias e manifestações e outros eventos.

### Mídia
Mártires palestinos são amplamente apresentados na mídia palestina, na televisão, rádio, jornais, literatura, internet, folhetos, pôsteres, vídeos e músicas. Essas aparições na mídia são elaboradas e disseminadas por organizações que endossam e realizam "operações de martírio", como as Brigadas dos Mártires de al-Aqsa. A manipulação estratégica da mídia por essas organizações desempenha um papel fundamental no endosso e glorificação do martírio na sociedade palestina. Isso envolve moldar a identidade dos mártires por meio de textos publicados online, juntamente com a distribuição de materiais visuais e de áudio. Esses materiais moldam a opinião pública e aumentam o perfil da organização no cenário competitivo de grupos armados.

#### Cartazes

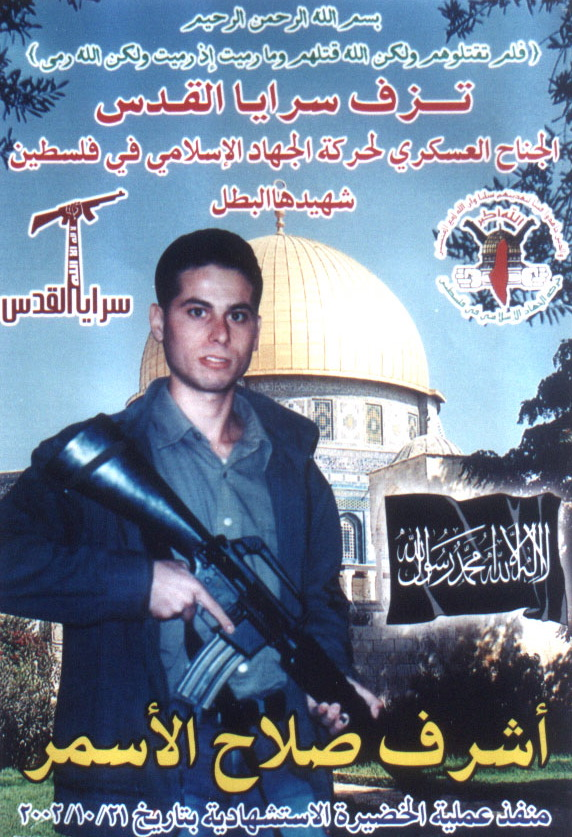
Um cartaz em homenagem ao homem-bomba Ashraf Sallah Alasmar encontrado pelas Forças de Defesa de Israel em Jenin, Cisjordânia (Palestina). A Al Jazeera também relatou cartazes semelhantes de mártires

Usar fotografias para homenagear mártires não é exclusivo dos palestinos, mas transferir mártires para a esfera pública cobrindo paredes com seus cartazes em grande número é uma forma inovadora de comemoração no contexto político do Oriente Médio. Desde a década de 1970, cartazes homenageando pessoas que morreram no conflito com Israel são pendurados nas ruas palestinas. Em 2006, Abu Hashhash declarou que “Cartazes de Mártires, produzidos por diferentes partidos políticos palestinos, são agora a principal forma pela qual o conceito de martírio é representado e comunicado.”
Os cartazes contribuem para a narrativa mais ampla, moldando percepções e reforçando a glorificação cultural do martírio. Mesquitas afiliadas ao Hamas frequentemente servem como plataformas para propaganda, exibindo cartazes e panfletos que glorificam homens-bomba e militantes encarcerados do Hamas. Um exemplo é a mesquita de al-Ein em al-Bireh, invadida por forças israelenses em setembro de 2003, onde cartazes comemorando o homem-bomba do Hamas Ramez Fahmi Izz al-Dina Salim adornavam a porta da frente, paredes e quadros de avisos. Salim, responsável por um atentado a bomba em um café em Jerusalém em setembro de 2003, foi retratado em frente à mesquita de al-Aqsa com uma legenda invocando o apelo da mesquita por assistência. O ataque também revelou propaganda do Hamas, incluindo folhetos defendendo "espetaculares ataques suicidas" contra as forças dos EUA no Iraque.
Independentemente da filiação política, idade ou gênero do mártir, três elementos essenciais e consistentes podem estar presentes nos cartazes: uma fotografia do mártir, um texto de "obituário" tipicamente apresentando um versículo do Alcorão e vários símbolos.

#### Mídias sociais
Mártires são reverenciados nas redes sociais palestinas, onde o conteúdo que os homenageia e elogia seu heroísmo é predominante. Mártires são frequentemente homenageados pela criação de uma página de fãs nas redes sociais. Membros da família compartilham fotos, participantes expressam sua dor e elogios são postados, gerando milhares de seguidores. Essas plataformas também são usadas para disseminar conteúdo provocativo. Além disso, mártires são comemorados em canções que elogiam seu heroísmo, enquanto imagens do Photoshop os retratam contra fundos celestiais, acompanhados por legendas como "Os shaheeds [mártires] não morrem, mas seu sangue adorna a revolução."

### Educação
Os livros didáticos palestinos abordaram explicitamente a "apreciação do conceito de martírio e mártires" como um objetivo de aprendizagem. De acordo com um relatório encomendado pelo Instituto Georg Eckert, encomendado pela UE, em livros didáticos palestinos, "Não foram encontrados apelos diretos à violência contra israelenses", mas "a violência contra civis israelenses, como a perpetrada em ataques por organizações palestinas na década de 1970, não é condenada, mas sim retratada como um método legítimo de luta durante esse período; atos terroristas, como o cometido por Dalal al-Mughrabi, são relatados como exemplos de 'resistência' abnegada."
O currículo palestino dá forte ênfase à aprendizagem mecânica, incluindo a memorização de poemas e canções que glorificam o auto-sacrifício. Performances bem-sucedidas, como evidenciado em vídeos em sala de aula, ganham a aprovação dos professores. O poema de Abd al-Rahim Mahmud "O Mártir", apresentado em alguns livros didáticos, inclui o verso: "Vejo minha morte sem meu direito roubado e sem meu país como um desejado". Placas nas paredes dos jardins de infância administrados pelo Hamas dizem: "As crianças do jardim de infância são os shahids [mártires] de amanhã". Os guias dos professores incorporam representações da jihad como uma obrigação, glorificando o martírio como um nobre sacrifício acompanhado pela promessa de recompensas celestiais para aqueles que morrem.
Em 2006, um estudo conduzido por um psiquiatra palestino em Gaza revelou que entre crianças de 12 a 14 anos, 36% dos meninos e 17% das meninas expressaram o desejo de se tornarem mártires quando atingirem a idade de 18 anos. Em 2017, o Hamas exibiu um programa de TV infantil em Gaza, mostrando crianças pequenas elogiando ataques suicidas e expressando o desejo de se sacrificar pela libertação de Jerusalém e da Palestina. O programa apresentou os netos de Umm Nidal, uma ex-deputada do Hamas, que comemorou os ataques suicidas de seus filhos contra israelenses. Uma neta expressou orgulho pelas ações de seu pai e disse que esperava se tornar uma mártir pelo Hamas. Em novembro de 2023, um jardim de infância em Beit Awwa lançou vídeos retratando crianças envolvidas em simulações de exercícios militares com armas de brinquedo, retratando a morte de soldados das FDI e simulando um funeral simulado para uma criança "mártir". De acordo com um relatório do Jewish Chronicle, os alunos nas escolas de Gaza aprendem matemática calculando o número de mártires que morreram em levantes palestinos.
Algumas ONGs assumem um papel pedagógico; em alguns programas, as crianças encenam esquetes baseadas em pessoas e eventos para aprender sobre os guerrilheiros ou mártires da época e para reverenciá-los. O Centro de Recursos Árabes para Artes Populares (ARCPA) produziu um "Pacote de Aprendizagem Ahmad e Maryam", que é um livro didático baseado em diferentes fontes, como histórias orais e entrevistas. O livro didático narra a história de Ahmad e Maryam, duas crianças palestinas da vila de Saffuriyya, e sua fuga para o Líbano em 1948. A guerra da Palestina de 1948 é retratada em desenhos animados, e a violência não é amenizada. O livro exibe armas sendo carregadas apenas por sionistas (que são identificados por uma estrela de Davi e sua aparência europeia), e os moradores palestinos não são mostrados revidando.

## Simbolismo
Na cultura palestina, há um costume de recontextualizar os funerais dos mártires como casamentos. Em vez de enquadrar a morte de um mártir como um evento triste, o mito palestino a retrata como uma cerimônia de casamento onde o falecido é simbolicamente casado com a terra da Palestina. Essa transformação enfatiza o ato simbólico de transformar um funeral em um casamento como uma representação de sua luta coletiva e resiliência.

## Apoio financeiro
O Fundo dos Mártires da Autoridade Palestina, administrado pela Autoridade Palestina (AP), fornece estipêndios mensais em dinheiro para as famílias de palestinos envolvidos em violência politicamente motivada contra Israel, incluindo aqueles mortos, feridos ou presos. O fundo também estende desembolsos a espectadores e palestinos encarcerados em prisões israelenses. Em 2016, a AP desembolsou aproximadamente NIS 1,1 bilhão (US$ 303 milhões) em bolsas e benefícios adicionais para as famílias de indivíduos chamados de "mártires".

## Em estudos comparativos
Estudo comparando atentados suicidas no Paquistão e na Palestina, descobriu que o reconhecimento pós-martírio e a glorificação de mártires suicidas são menos difundidos no Paquistão. Os palestinos tendem a reunir uma coleção mais extensa de material oral, escrito, pictórico e mítico relacionado a esse fenômeno.
A cultura do martírio e da morte leva a reviravoltas linguísticas. Por exemplo, o líder do Hamas, Abdel Aziz al-Rantisi, comparou o martírio à "indústria da vida" e à afirmação de Ahmad Bahr, vice-presidente do Conselho Legislativo da PNA, de que "o martírio é vida, uma vida de heroísmo e valor". Essas expressões destacam um elemento compartilhado de glorificação da violência e da morte entre os movimentos islâmicos radicais contemporâneos e o fascismo, apesar de suas diferenças fundamentais, como exemplificado pelo slogan da guerra civil espanhola, “Viva la Muerte!”, ou “Viva a morte”.